# 有崎由見子
有崎 由見子（ありざき ゆみこ、1944年8月7日 - ）本名、山下佐登子 は、東京都港区出身の女優、声優。

## 来歴・人物
川村高等学校卒業。1964年、舞台「土性っ骨」で初舞台。
父は、喜劇俳優、落語家、落語作家・脚本家（筆名・有崎勉）、発明家、陶芸家の初代柳家金語楼。
実兄はロカビリー歌手の山下敬二郎、異母兄に作家、研究者、演出家の山下武がいる。
祖父は三遊亭金勝。叔父は先代昔々亭桃太郎。

## 出演

### 映画
- 不良番長・一獲千金（みどり）
- 伊豆の踊子（おとき）
- 女子学園 ヤバイ卒業（内海節子）
- （秘）女子大寮（服部リカ）
- ダメおやじ（二号さん）
- 絶唱（ハマ）

### テレビドラマ
- おさな妻 第48話「七人の敵あり」（1971年、12ch / C.A.L）
- 江戸巷談・花の日本橋 第5回 - 第6回「男一匹・一心太助」（1971年、KTV）
- ぶらり信兵衛 道場破り（1973年 - 1974年、フジテレビ 東映） - おまさ
- ニセモノご両親（1974年、TBS） - 隣のおばあさま
- 影同心 第6話「郭に咲く花殺し節」 （1975年、MBS / 東映） - お道
- 伝七捕物帳 （NTV） 
  - 第85話 「恋の飛脚は東海道」（1975年） - 小女
  - 第106話「文治一番手柄」（1976年） - おはな
  - 第141話「懺悔に咲いた父娘舟」（1977年） - 茶店の女
  - 第160話「大江戸裏町出世双六」（1977年） - おきぬ
- 俺たちの旅 第31話「大嫌いがやってきました」（1976年、NTV）
- 新五捕物帳（NTV / ユニオン映画）
  - 第6話「ドジ野郎いちばん手柄」（1977年11月22日）
  - 第176話「お文恋唄」（1982年3月2日）- お仙
- 暴れん坊将軍 第7話「賽の河原に立つ男」（1978年2月25日、ANB） - お春
- 連続テレビ小説（NHK）
  - マー姉ちゃん（1979年） ‐ 中村松枝
- 男!あばれはっちゃく（1980年、国際放映）
- 秘密のデカちゃん 第22話「こりゃ大変! 夫婦関係ストライキ」（1981年、大映テレビ / TBS） - 定食屋女将 [4]
- 噂の刑事トミーとマツ 第2シリーズ 第8話「漁港の決闘! 決ったトミーの鯨突き」（1982年）- 財布を拾った婦人
- 右門捕物帖 第18話「老盗、木枯し源次」（1983年、NTV / ユニオン映画）
- 月曜ワイド劇場「おさな妻 私を抱いて…16歳の初夜」（1983年8月8日、ANB）
- 月曜ドラマランド「おとぼけ駅員 キップくん2」（1986年2月17日、CX）

### アニメ
- とんでも戦士ムテキング - タコロー、タコローの母

### 特撮
- 透明ドリちゃん（1978年、ANB） - ボスの母